# Список прем'єр-міністрів Замбії
У статті подано список прем'єр-міністрів Замбії від здобуття незалежності 1964 року та до ліквідації посади 1991.

## Список
| №                                                  | Портрет                           | Ім'я (роки життя)                       | Початок повноважень               | Закінчення повноважень            | Політична партія                  |
| Прем'єр-міністр Північної Родезії                  | Прем'єр-міністр Північної Родезії | Прем'єр-міністр Північної Родезії       | Прем'єр-міністр Північної Родезії | Прем'єр-міністр Північної Родезії | Прем'єр-міністр Північної Родезії |
| -------------------------------------------------- | --------------------------------- | --------------------------------------- | --------------------------------- | --------------------------------- | --------------------------------- |
| 1                                                  |                                   | Кеннет Каунда (1924–)                   | 22 січня 1964                     | 24 жовтня 1964                    | ОННП                              |
| Прем'єр-міністри Республіки Замбія                 |                                   |                                         |                                   |                                   |                                   |
| Посаду скасовано (24 жовтня 1964 – 25 серпня 1973) |                                   |                                         |                                   |                                   |                                   |
| 1                                                  |                                   | Маїнза Чона (1930—2001) (перший термін) | 25 серпня 1973                    | 27 травня 1975                    | ОННП                              |
| 2                                                  |                                   | Елайджа Муденда (1927—2008)             | 27 травня 1975                    | 20 липня 1977                     | ОННП                              |
| 3                                                  |                                   | Маїнза Чона (1930—2001) (другий термін) | 20 липня 1977                     | 15 червня 1978                    | ОННП                              |
| 4                                                  |                                   | Деніел Лісуло (1930—2000)               | 15 червня 1978                    | 18 лютого 1981                    | ОННП                              |
| 5                                                  |                                   | Налуміно Мундія (1927—1988)             | 18 лютого 1981                    | 24 квітня 1985                    | ОННП                              |
| 6                                                  |                                   | Кеббі Мусокотване (1946—1996)           | 24 квітня 1985                    | 15 березня 1989                   | ОННП                              |
| 7                                                  |                                   | Малімба Машеке (1941–)                  | 15 березня 1989                   | 31 серпня 1991                    | ОННП                              |
| Посаду скасовано (31 серпня 1991 – дотепер)        |                                   |                                         |                                   |                                   |                                   |